# Dendrosenecio kilimanjari
Dendrosenecio kilimanjari là một loài thực vật có hoa trong họ Cúc. Loài này được (Mildbr.) E.B.Knox mô tả khoa học đầu tiên năm 1993.